# Calanasan, Apayao
Calanasan là một đô thị cấp hai ở tỉnh Apayao, Philippines. Theo điều tra dân số năm 2015, đô thị này có dân số 12.604 người trong.

## Các đơn vị hành chính
Calanasan, về mặt hành chính, được chia thành 16 khu phố (barangay).
| - Butao - Cadaclan - Langnao - Lubong - Naguilian - Namaltugan - Poblacion - Sabangan | - Santa Filomena - Tubongan - Tanglagan - Tubang - Don Roque Ablan Sr. - Eleazar - Eva Puzon - Kabugawan |